# Contea di Appanoose
La contea di Appanoose (in inglese Appanoose County) è una contea dello Stato dell'Iowa, negli Stati Uniti. La popolazione al censimento del 2000 era di 13 721 abitanti. Il capoluogo di contea è Centerville.

## Comunità
Appanoose County è composta di undici comuni e di diciassette township:

### Città
- Centerville
- Cincinnati
- Exline
- Moravia
- Moulton
- Mystic
- Numa
- Plano
- Rathbun
- Udell
- Unionville

### Township
- Bellair
- Caldwell
- Chariton
- Douglas
- Franklin
- Independence
- Johns
- Lincoln
- Pleasant
- Sharon
- Taylor
- Udell
- Union
- Vermillion
- Walnut
- Washington
- Wells